# Biasca-Acquarossa-Bahn
| Triebwagen BCe 4/4 Nr. 4 vor dem Bahnhof in Biasca |                     |                        |             |
| Streckenlänge: | 13,8 km             |                        |             |
| Spurweite: | 1000 mm (Meterspur) |                        |             |
| Stromsystem: | 1200 V =            |                        |             |
| Maximale Neigung: | 35 ‰                |                        |             |
| Minimaler Radius: | 133 m               |                        |             |
| |                     |                        |             |
| Bahnstrecke Biasca–Acquarossa |                     |                        |             |
| \| \| 0,0 \| Biasca FFS \| 292 m ü. M. \| \| \| 1,0 \| Biasca-Borgo \| 304 m ü. M. \| \| \| \| Vallone \| \| \| \| 3,4 \| Loderio \| 353 m ü. M. \| \| \| \| \| \| \| \| 4,8 \| Leggiuna \| 365 m ü. M. \| \| \| 5,6 \| Brugaio \| 359 m ü. M. \| \| \| 6,5 \| Malvaglia Chiesa \| 366 m ü. M. \| \| \| \| \| \| \| \| 7,7 \| Malvaglia Rongie \| 380 m ü. M. \| \| \| 9,6 \| Motto-Ludiano \| 441 m ü. M. \| \| \| 10,4 \| Marogno \| 452 m ü. M. \| \| \| 11,5 \| Dongio \| 479 m ü. M. \| \| \| \| \| \| \| \| 12,6 \| Corzoneso \| 505 m ü. M. \| \| \| 13,8 \| Acquarossa-Comprovasco \| 538 m ü. M. \| |                     |                        |             |
| Kopfbahnhof Streckenanfang (Strecke außer Betrieb) | 0,0                 | Biasca FFS             | 292 m ü. M. |
| Bahnhof (Strecke außer Betrieb) | 1,0                 | Biasca-Borgo           | 304 m ü. M. |
| Haltepunkt / Haltestelle (Strecke außer Betrieb) |                     | Vallone                | Vallone     |
| Haltepunkt / Haltestelle (Strecke außer Betrieb) | 3,4                 | Loderio                | 353 m ü. M. |
| Brücke über Wasserlauf (Strecke außer Betrieb) |                     |                        |             |
| Haltepunkt / Haltestelle (Strecke außer Betrieb) | 4,8                 | Leggiuna               | 365 m ü. M. |
| Haltepunkt / Haltestelle (Strecke außer Betrieb) | 5,6                 | Brugaio                | 359 m ü. M. |
| Bahnhof (Strecke außer Betrieb) | 6,5                 | Malvaglia Chiesa       | 366 m ü. M. |
| Brücke über Wasserlauf (Strecke außer Betrieb) |                     |                        |             |
| Bahnhof (Strecke außer Betrieb) | 7,7                 | Malvaglia Rongie       | 380 m ü. M. |
| Bahnhof (Strecke außer Betrieb) | 9,6                 | Motto-Ludiano          | 441 m ü. M. |
| Haltepunkt / Haltestelle (Strecke außer Betrieb) | 10,4                | Marogno                | 452 m ü. M. |
| Bahnhof (Strecke außer Betrieb) | 11,5                | Dongio                 | 479 m ü. M. |
| Brücke über Wasserlauf (Strecke außer Betrieb) |                     |                        |             |
| Haltepunkt / Haltestelle (Strecke außer Betrieb) | 12,6                | Corzoneso              | 505 m ü. M. |
| Kopfbahnhof Streckenende (Strecke außer Betrieb) | 13,8                | Acquarossa-Comprovasco | 538 m ü. M. |

Die Biasca-Acquarossa-Bahn, abgekürzt BA, italienisch Ferrovia Biasca–Acquarossa, auch Bleniotalbahn, Ferrovia elettrica Biasca–Acquarossa (–Olivone) oder Sonnenthalbahn genannt, war eine private Schmalspurbahn im Kanton Tessin in der Schweiz. Sie verfügte über eine 13,8 Kilometer lange, meterspurige Strecke zwischen den Ortschaften Biasca in der Riviera und Acquarossa-Comprovasco im Bleniotal.

## Geschichte

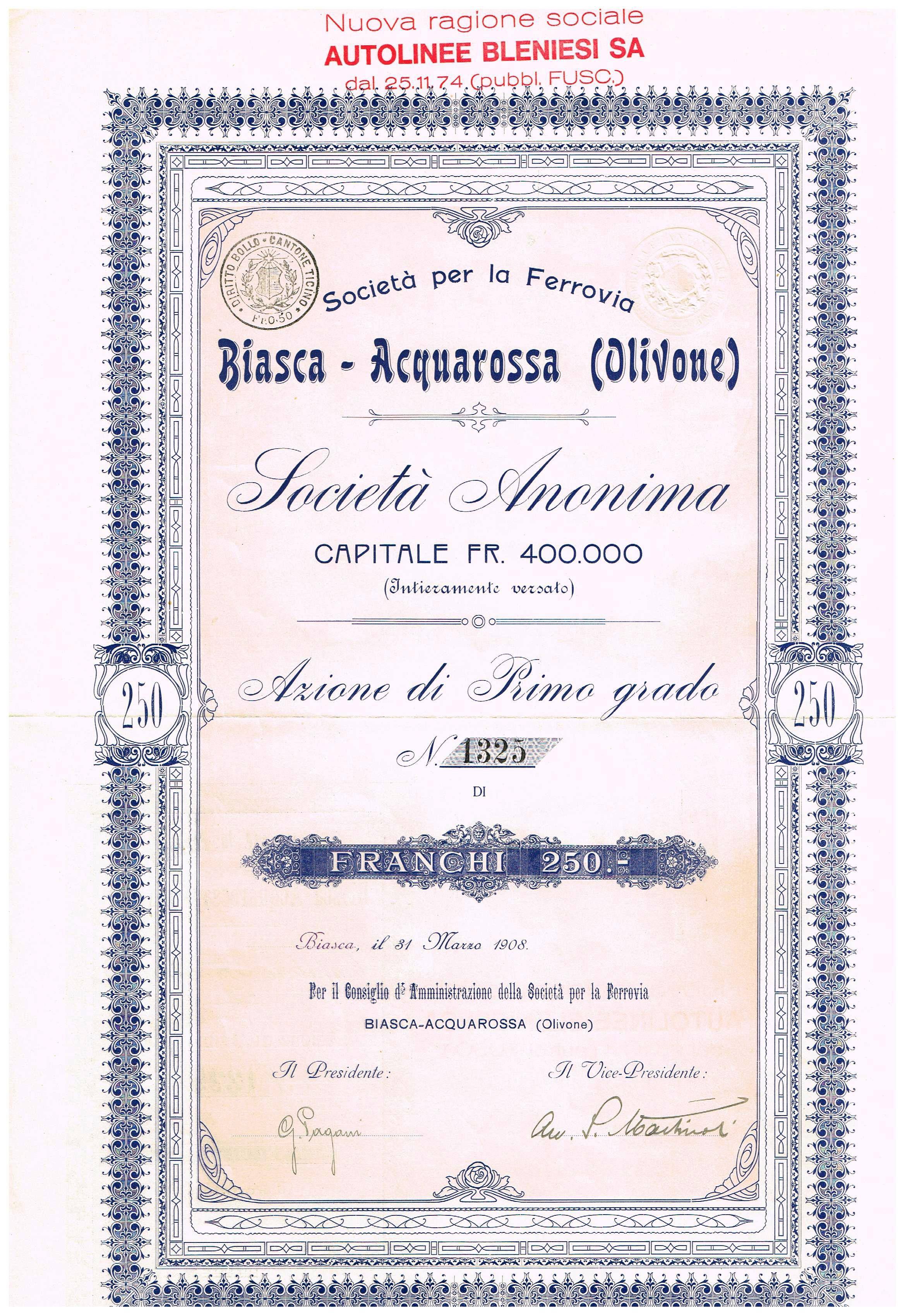
Aktie über 250 Franken der Società per la Ferrovia Biasca-Acquarossa (Olivone) vom 31. März 1908

Nachdem die wichtigste Nord-Süd-Eisenbahnverbindung der Schweiz nicht – wie zeitweise geplant – über den Lukmanierpass ins Bleniotal, sondern über die Gotthardroute geführt wurde, war das Tal in den Verkehrsschatten geraten. Um das Bleniotal an die bestehende SBB-Linie über den Gotthard anzubinden und dem Tal die erhoffte Modernisierung zu bringen, wurde am 4. September 1906 die Aktiengesellschaft Società per la Ferrovia Biasca-Acquarossa S.A. gegründet. Die zu Beginn 1600 Aktien, im Gesamtbetrag von CHF 400'000, waren zu 1/5 liberiert. Aktionäre waren hauptsächlich die Gemeinden Malvaglia, Leontica, Corzoneso und Dongio sowie zahlreiche wohlhabende Privatpersonen aus dem Bleniotal und dessen Diaspora z. B. in England, Schottland, Frankreich, Italien und Belgien. 13 Verwaltungsräte wurden gewählt. Darunter drei Ingenieure und 10 Lokalpolitiker und Richter, unter ihnen, als Präsident, Giuseppe Pagani, Mehrheitseigner der Schokoladenfabrik Cima Norma und Bürgermeister von Torre. Zusammen mit dem Ingenieur Ferdinando Gianella (1837–1917), treibende Kraft des Unternehmens.

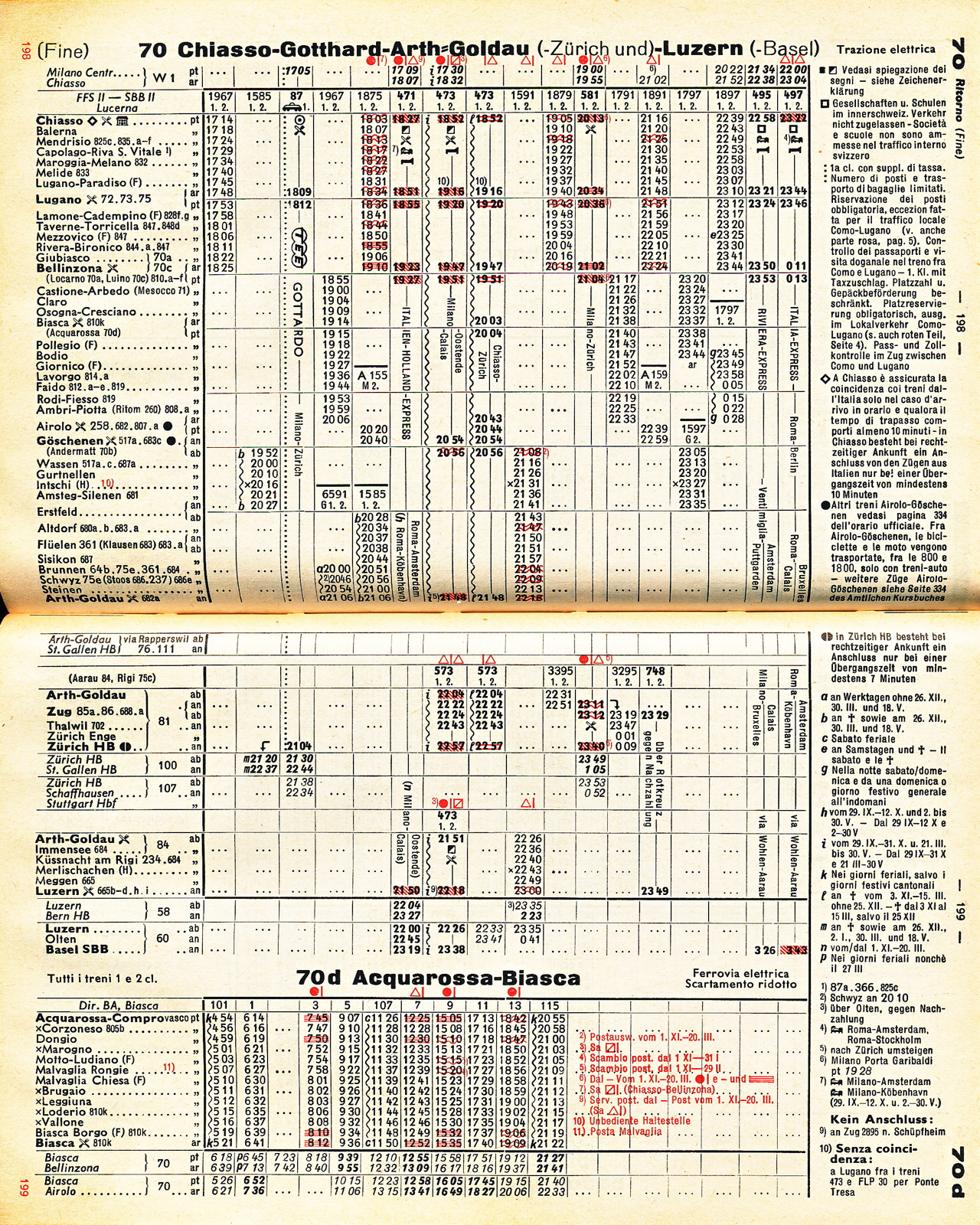
Fahrplan 1963/1964

Mit einer finanziellen Beteiligung des Kantons Tessin von 30 % wurde die Bahnlinie am 6. Juli 1911 zwischen Biasca und dem im mittleren Bleniotal gelegenen Acquarossa eröffnet. Die Società per la Ferrovia Biasca-Acquarossa S.A. befand sich von 1917 bis 1964 unter der Leitung von Tomaso Marioni (1890–1969), der 1908 in das Unternehmen eingetreten war und aus einer Textilindustriellenfamilie in Claro stammte. Pläne, die Strecke talaufwärts bis nach Olivone zu verlängern, zerschlugen sich wegen der schlechten allgemeinen Wirtschaftslage im Januar 1914, als mehrere Banken im Tessin in Konkurs gingen. Nach anfänglichen Schwierigkeiten entwickelte sich die Schmalspurbahn jedoch zufriedenstellend, wozu vor allem die Transporte für die in Dangio-Torre angesiedelte Schokoladenfabrik Cima Norma beitrugen. Die 1940er- und 1950er-Jahre brachten einen Verkehrsaufschwung. 1966 beschäftigte das Unternehmen 19 Mitarbeiter. Mit dem Aufkommen des Autos verschlechterte sich die Lage ab 1968 zunehmend. Am 29. September 1973 wurde der Bahnbetrieb eingestellt, die Gleisanlagen abgebrochen und die Fahrzeuge verkauft oder verschrottet (siehe unten). Seither wird die Strecke Biasca–Acquarossa–Olivone von Autobussen der Nachfolgegesellschaft Autolinee Bleniesi S.A. bedient.

## Streckenverlauf

### Erster Abschnitt: Biasca–Acquarossa
Die am 22. Juni 1908 begonnene und am 6. Juli 1911 feierlich eröffnete «erste Sektion» vom Bahnhofsplatz vor dem SBB-Bahnhof Biasca über Loderio, Brugaio, Malvaglia, Motto, Dongio und Corzoneso in den Kurort Acquarossa blieb der einzige Abschnitt, der in Betrieb genommen wurde. In Biasca befanden sich auch die Depotanlagen (siehe unten) und somit das betriebliche Zentrum der Bahn. Die mit 1200 Volt Gleichstrom elektrisch betriebene Strecke war 13,8 km lang und stieg dabei um 235 m. Die Maximalsteigung betrug 35 Promille. Die Strecke verfügte über einen 21 m langen Tunnel durch den Bergsturzkegel Buzza di Biasca und mehrere Brücken, z. B. über den Fluss Brenno. Die mit 43 m längste Brücke befand sich nördlich von Dongio. In der Zone Castello di Pozzo bei Corzoneso-Piano musste die Durchfahrt durch den Fels freigesprengt werden. Bei Valserino zwischen Malvaglia und Motto-Ludiano wurde ein im Flussbett des Brenno aufgeschüttetes Bahntrasse angelegt.

### Zweiter Abschnitt: Acquarossa–Olivone
Obwohl konkrete Pläne für die Jahre 1914–15 und auch bereits eine Konzession für die Weiterführung der Linie über Lottigna, Dangio-Torre und Aquila nach Olivone vorlagen, wurde dieser Streckenabschnitt niemals gebaut. Möglicherweise hätte die Bahn in diesem dichter besiedelten Teil des Tales wesentlich bedeutender werden können. Damit musste auch die Schokoladenfabrik auf einen direkten Anschluss verzichten; sie wurde ab Acquarossa mit Lastwagen bedient.

### Dritter Abschnitt: Olivone–Disentis/Mustér
Bereits um 1850 wurde der Plan einer Lukmanierbahn diskutiert, jedoch später zugunsten der Gotthardbahn verworfen. Es gab jedoch immer wieder Bestrebungen, die Bahn von Olivone über den Lukmanierpass nach Disentis/Mustér im Kanton Graubünden weiterzuführen und dort an das bereits bestehende Meterspurnetz der Rhätischen Bahn und der Furka-Oberalp-Bahn (heute Matterhorn-Gotthard-Bahn) anzuschliessen. Für den dritten Abschnitt existierten jedoch zu keiner Zeit konkrete Pläne.

## Rollmaterial

### Die Triebwagen BCFe 2/4 (Nummern 1–3)
Die von SWS/BBC gebauten drei Elektrotriebwagen 1 bis 3 gingen im Juli 1911 in Betrieb.
Die grün-weiss lackierten Fahrzeuge wiesen eine Leistung von 118 kW auf. Nur zwei der vier Achsen waren angetrieben. Wäre es zum Bau der Bahn über den Lukmanier gekommen, hätte man eine stärkere Motorisierung nachrüsten müssen. Es gab 8 Sitzplätze der zweiten und 24 der dritten Klasse, hinzu kamen 10 Stehplätze. Alle Wagen blieben während ihrer gesamten Dienstzeit im Bleniotal nahezu im Urzustand. Von den drei Fahrzeugen überlebte zuerst noch Triebwagen 3, welcher lange Zeit in Acquarossa als Denkmal am ehemaligen Bahnhof stand, aber schliesslich doch abgebrochen wurde. Die Wagen 1 und 2 wurden bereits 1973 verschrottet.

### Die Triebwagen BCe 4/4 (Nummern 4–5)
In den Jahren 1951 und 1963 kam jeweils ein weiterer Triebwagen des Typs BCe 4/4 zu den bereits vorhandenen Triebwagen hinzu. Die von SWS/SAAS gelieferten Triebfahrzeuge zeichneten sich durch 280 kW Leistung und Allachsantrieb aus. Auf das Gepäckabteil verzichtete man, so dass 56 Sitzplätze vorhanden waren. Fortan übernahmen die Neubauwagen die meisten Transportaufgaben, die Wagen 1–3 wurden ergänzend eingesetzt. Nach der Einstellung des Bahnbetriebs konnten beide Triebwagen verkauft werden: Heute verkehrt Wagen 4 als Be 4/4 1002 bei der Montreux-Berner-Oberland-Bahn (MOB), und Nummer 5 wurde als Be 4/4 80 bei der Aare Seeland mobil (ASm) auf dem Streckennetz der ehemaligen Oberaargau-Jura-Bahnen (OJB) und der Biel-Täuffelen-Ins-Bahn (BTI) als Be 4/4 521 eingesetzt. Inzwischen ist er wieder nahe seiner Heimat als Triebwagen 5 bei der Ferrovia Mesolcinese im Tessin stationiert. Beide Wagen befinden sich noch immer in gutem Zustand.

### Wagen
Bei ihrer Eröffnung besass die Bahn zwei kleine Personenwagen, drei gedeckte und vier offene Güterwagen sowie einen Flachwagen, sämtlich von der SWS gebaut. 1932 kaufte sie zwei gebrauchte Post-/Gepäckwagen, in den 1950ern kamen zwei weitere Personenwagen (Dreiachser, zuvor Brünigbahn) und einige Güterwagen hinzu.
Ausserdem verfügte die Bahn über Dienstwagen zum Unterhalt der Gleisanlagen und der Fahrleitung.

## Gebäude

### Altes Depotgebäude in Biasca
Das erste Depotgebäude stand nahe dem Bahnhof in Biasca. Hier wurde auch der Strom in die Oberleitung eingespeist. Das Gebäude mit angebauter Werkstatt bot in einer dreigleisigen Einstellhalle genug Platz für die Triebwagen. Seit 1927 waren hier auch die Verwaltung und zwei Dienstwohnungen untergebracht. Da nach 1962 die neu gebaute Umfahrungsstrasse das Depot von der Strecke trennte, mussten die Fahrzeuge einige Jahre lang im Bahnhof von Acquarossa gewartet werden. Die alten Depotanlagen wurden 1969 verkauft, später abgerissen und mit einem Einkaufszentrum überbaut.

### Neues Depotgebäude in Biasca

Haltestelle Malvaglia-Rongie

Das 1967 eingeweihte neue Gebäude entstand nur unweit des alten auf der anderen Seite der Umfahrungsstrasse. Seine Konzeption erlaubte, es nach einer möglichen Auflösung der Bahn als Autobusdepot zu verwenden. Diesem Zweck dient es bis heute.

### Bahnhöfe und sonstige Bauten

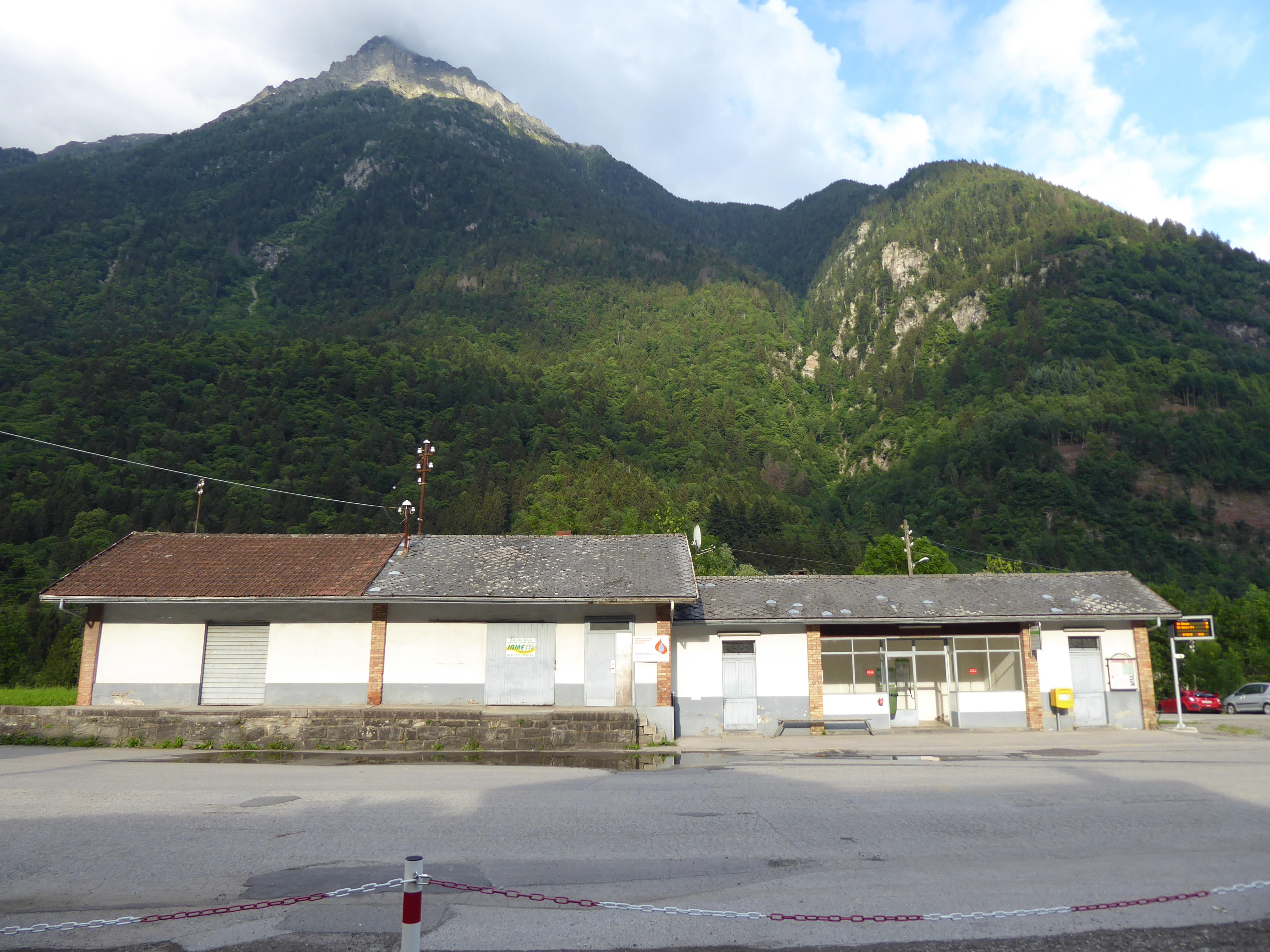
Der frühere Bahnhof in Acquarossa

Im Zuge des Streckenbaus entstanden weitere Gebäude und Anlagen entlang der Strecke. Der grösste Bahnhof der Strecke (in Acquarossa-Comprovasco) verfügte neben dem Aufnahmegebäude für die Triebwagen auch über Remisen und Schuppen. Das Hauptgebäude wurde durch einen Neubau für den Busbetrieb ersetzt, erhalten geblieben ist eine Remise für Triebwagen, die in einen Erweiterungsbau integriert wurde.